# Lymeon rufithorax
Lymeon rufithorax là một loài tò vò trong họ Ichneumonidae.